# Jaume Otero i Camps

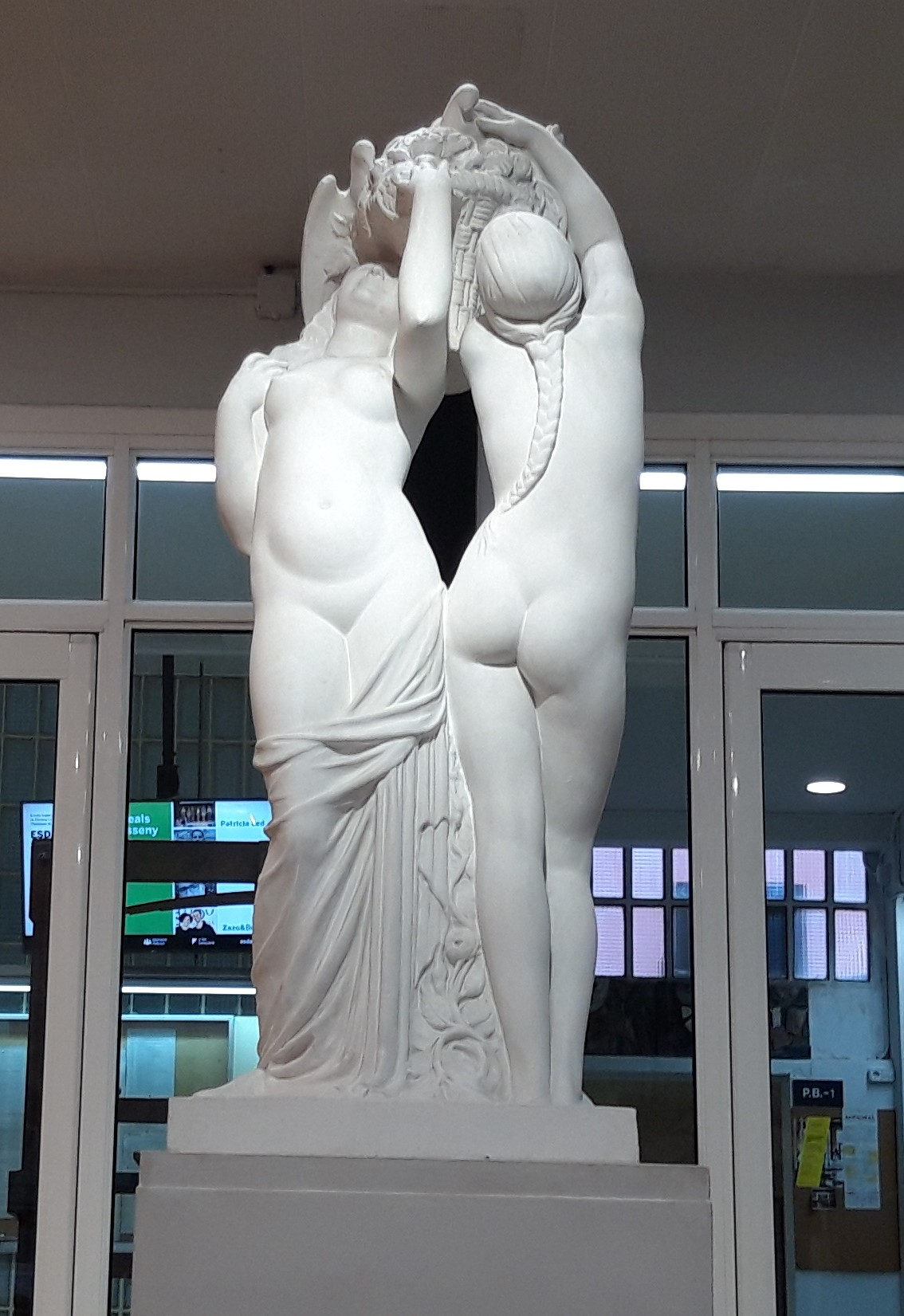
Guix de Jovenivoles, de Jaume Otero, al vestíbul de l'Escola Llotja (Ciutat de Balaguer)

Jaume Otero i Camps (Maó, Menorca, 1888 - Barcelona, 1945) fou un escultor menorquí actiu, principalment, a Barcelona, i amb una etapa parisenca
Va estudiar a l'Escola de la Llotja de Barcelona amb Manuel Fuxà, i el 1906 va obtenir una borsa d'estudis que li va permetre anar a París i a Brussel·les. Més endavant va rebre una altra pensió, aquest cop de l'Ajuntament de Barcelona, i va marxar de nou a França, Bèlgica, Països Baixos, Anglaterra i Itàlia. El 1910 va presentar una obra seva, Símbol, a l'Exposició Internacional de Brussel·les. Va participar en l'Exposició de Belles Arts de Barcelona de 1907 i de 1911, on va ser premiat
Durant els anys següents (1911-1914) va treballar a París amb Albert Bartholomé i es va fer amic de Diego Rivera.
Segons Feliu Elias, la casa Hebrard de París li va editar vuit figuretes de bronze
De nou a Catalunya va treballar amb Manuel Fuxà fins a la mort d'aquest (1927) i va esdevenir professor de la Llotja. Poc abans de la seva mort guanyaria la càtedra de modelat a l'escola de Belles Arts de Sant Jordi.
Un relat novel·lat de la seva etapa parisenca, marcada per la bohèmia, va donar lloc al llibre Vida de Bohemia. Un artista en París de J.M Infiesta (1979)
També va participar en les exposicions d'art barcelonines de 1918, 1920, 1921 i 1923. A l'exposició d'art de Barcelona de 1920 l'Ajuntament li va adquirir l'obra Jovenívoles que, passada a marbre (1926) es conserva al MNAC.Una versió en guix d'aquesta mateixa obra es troba al vestíbul de l'EASD Llotja (seu Sant Gervasi / Ciutat de Balaguer)
Forma part del grup d'escultors que van realitzar obres per a embellir la ciutat de Barcelona amb motiu de l'exposició internacional de 1929. Aquell mateix any va participar en una exposició internacional de pintura i escultura celebrada en el marc de la gran Exposició Internacional del 29.
Deixebla seva va ser l'escultora Lluïsa Granero També va ser-ho Francesc Carulla

## Obra
Otero va viure a l'estil bohemi i va treballar basant-se en un eclectiscisme, tot influenciat per corrents com el modernisme, noucentisme i l'obra d'Auguste Rodin, però basant-se en principis naturalistes.
Hi ha obra seva -L'Alba- al Museu de Luxemburg. (Museu Nacional d'Art d'art Modern) de París
Als Jardins de Laribal hi ha la seva obra Estival, donada per Joan Otero el 1946. Una altra versió d'aquesta mateixa obra forma part de les col·leccions dels Museus de Sitges
Al carrer, es poden veure obres seves a la plaça de Catalunya i a l'Avinguda Diagonal de Barcelona.
A La Paz, Bolívia, es troba la seva l'estàtua del monument a Isabel la Catòlica. ofert pels residents espanyols a la ciutat el 1928 L'any 2020 aquesta estàtua va ser objecte d'una acció reivindicativa
El Museu Provincial de Lugo i el de l'Acadèmia Catalana de Belles Arts de Sant Jordi també conserven obres seves

## Premis i reconeixements
- 1911- Medalla de primera classe per Bust de dona a l'Exposició de Belles Arts de Barcelona
- 1920 i 1922- Premi de la Mancomunitat de Catalunya
- 1940 Membre numerari de l'Acadèmia Catalana de Belles Arts de Sant Jordi